# Trichoridia warreni
Trichoridia warreni är en fjärilsart som beskrevs av Plante 1990. Trichoridia warreni ingår i släktet Trichoridia och familjen nattflyn. Inga underarter finns listade i Catalogue of Life.